# Lincoln Highway (Australien)
Der Lincoln Highway ist eine Fernverkehrsstraße im Süden des australischen Bundesstaates South Australia. Er verbindet den Eyre Highway in Lincoln Gap, südwestlich von Port Augusta, entlang der östlichen Küstenlinie der Eyre-Halbinsel mit dem Flinders Highway in Port Lincoln. Der Lincoln Highway war Teil der Alternative 1 des National Highway 1 in Australien.

## Verlauf
Der Lincoln Highway beginnt in Lincoln Gap, 26 km südwestlich von Port Augusta, wo er vom Eyre Highway (NA1) in Richtung Süden abzweigt. Nach 75 km erreicht er die Stadt Whyalla, ein Zentrum der Stahlindustrie in South Australia.
Auf dem weiteren Weg in Richtung Südwesten passiert der Lincoln Highway Cowell, wo der Birdseye Highway (B91) nach Westen abzweigt. Die nächsten Siedlungen sind die Fischerorte Arno Bay und Tumby Bay, bevor die Straße Port Lincoln erreicht. Port Lincoln hat einen großen Hafen, der Zentrum einer Flotte für den Fang von Thunfisch ist. In Port Lincoln endet der Lincoln Highway und findet seine Fortsetzung nach Westen im Flinders Highway (B100).